# 정석군
정석도정(貞石都正) 증 정석군 이융생(贈貞石君 李隆生, 1409년 ~ 1464년 11월 18일(음력 10월 10일)))은 조선 전기의 왕자, 성리학자로, 조선 제2대 임금 정종의 14남이자 서14남이다. 생모는 숙의 기씨이다. 시호는 정희(靖僖)이다. 생전의 작위는 정석도정이고, 사후 군으로 추봉되었다.

## 생애
부왕 정종이 양위한 후에 태어났다. 부왕 정종이 죽자 정종의 능침이 있는 경기도 개성에서 거주하였다. 1444년(세종 26년) 7월 명선대부 정석정(明善大夫 貞石正)에 제수되었다. 1457년(세조 3) 6월 모후 숙의 기씨의 상을 당하였고, 그해 12월 고신을 빼앗기고 외방으로 부처되었다. 1458년 4월 다시 충청도 홍주(洪州)로 이배되었다가 1459년(세조 5년) 2월 복관되고, 다시 정석정이 되었다.
정부인으로는 충원군부인 충주 권씨(忠原郡夫人 忠州權氏)와 첩부인으로는 비첩인 연경(蓮卿)이 있다. 자녀로는 정부인 권씨가 낳은 세 딸이 있고, 첩부인 연경(蓮卿)이 낳은 장남 허천부수 유(虛川副守 愉)와 차남 차성부수 연(車城副守 憐), 3남 마천부수 이(馬川副守 怡), 4남 횡천부수 겸(橫川副守 慊)이 있다. 정석군은 도덕을 근원으로 수학하였으며 문장이 수절(秀絶)하고 재덕 또한 높아서, 묘당(廟堂)에서 여러 차례 불렀으나 매번 겸손히 사양하고 나아가지 않았다. 1460년에는 누이 상원옹주가 어렵게 사는데도 도와주지 않았다 하여 탄핵을 받았다.
최종 관직은 정석도정에 이르렀으며, 1872년(고종 9년) 정석군 겸 영종정경(領宗正卿)에 추봉되었다.

## 가족관계
- 부 : 조선 제2대 정종
- 모 : 숙의 기씨(淑儀 奇氏)
  - 형 : 순평군(順平君)
  - 형 : 금평군(錦平君)
  - 남동생 : 무림군(茂林君)
  - 누나 : 숙신옹주(淑愼翁主)
  - 여동생 : 상원옹주(祥原翁主)
  - 정부인 : 충원군부인 충주 권씨(忠原郡夫人 忠州 權氏) - 직장(直長) 권돈(權敦)의 딸
    - 장녀 : 문화 류씨 류정(柳 貝+定)의 처
    - 차녀 : 여흥 민씨 민계정(閔繼禎)의 처
      - 손자 : 민확(閔擴)
      - 손녀 : 김삼원(金三元)의 처
      - 손녀 : 최효남(崔孝男)의 처

    - 3녀 : 파평 윤씨 윤기(尹溰)의 처
      - 손녀 : 남양 홍씨 홍계지(洪繼祉)의 처

  - 측실 : 비첩 연경(蓮卿)
    - 장남(서자) : 허천부수(虛川副守) 이유(李愉, 1460 ~ ?)
    - 며느리 : 문화 류씨 - 류사충(柳思忠)의 딸
      - 손자 : 왕천령(枉川令) 이견(李堅)
      - 손자 : 황계령(黃溪令) 이수(李竪)
      - 손녀 : 진주 강씨 강종경(姜從慶)의 처
      - 손녀 : 가평 호씨 호윤평(胡允平)의 처

    - 차남(서자) : 차성부수(車城副守) 이연(李憐, 1464 ~ 1530)
    - 며느리 : 안동 권씨 - 권덕경(權德經)의 딸
      - 손자 : 나성령(羅城令) 이지(李漬)
      - 손녀 : 강화 전씨 충의위(忠義衛) 전필(田弼)의 처
      - 손녀 : 안동 권씨 부장(部將) 권호(權湖)의 처
      - 서손자 : 황덕감(廣德監) 이숙(李淑, 1493 ~ 1520)
      - 서손자 : 양수감(梁樹監) 이제(李濟)
      - 서손자 : 마전감(麻田監) 이청(李淸)
      - 서손자 : 광천감(光川監) 이해(李海)
      - 서손자 : 주성감(酒城監) 이홍(李洪, 1499 ~ ?)

    - 3남(서자) : 마천부수(馬川副守) 이이(李怡, 1467 ~ 1530)
    - 며느리 : 횡성 조씨 조효례(趙孝禮)의 딸
      - 손자 : 전성령(全城令) 이륜(李倫, 1490 ~ 1552)
      - 손자 : 지산령(支山令) 이걸(李傑, 1500 ~ 1516)

    - (첩)며느리 : 노비 수영(季永)
      - 서손자 : 덕산감(德山監) 이수(李脩)
      - 서손자 : 영산감(瀛山監) 이신(李信)

    - (첩)며느리 : 노비 출신
      - 서손자 : 광흥감(廣興監) 이준(李俊, 1509 ~ ?)

    - 4남(서자) : 횡천부수(橫川副守) 이겸(李慊, 1470 ~ 1534)
    - 며느리 : 한양 조씨 - 부사(府使) 조수무(趙秀武)의 처
      - 손녀 : 안동 장씨 장사길(張思吉)의 아들 찰방(察訪) 장영(張嶸)의 처
      - 손녀 : 전주 이씨(1490 ~ ?) - 원주 원씨 형감(判書) 원계채(元繼蔡)의 처
      - 손녀 : 초계 변씨 변응몽(卞應夢)의 처

    - (첩)며느리 : 양민 출신
      - 서손자 : 제양부령(濟陽副令) 이후(李候, 1490 ~ 1559)

    - (첩)며느리 : 지령(芝苓) - 양민 출신
      - 서손자 : 다인도정(多仁都正) 이근(李僅, 1491 ~ 1560)
      - 서손자 : 관산부령(管山副令) 이구(李俱, 1492 ~ ?)
      - 서손자 : 강동부령(江東副令) 이비(李備, 1494 ~ 1561)
      - 서손자 : 이리부령(富利副令) 이인(李仁, 1496 ~ ?)
      - 서손자 : 신계군(新溪君) 이가(李佳, 1494 ~ 1568)